# Sparnopolius heteropterus
Sparnopolius heteropterus är en tvåvingeart som först beskrevs av Macquart 1840.  Sparnopolius heteropterus ingår i släktet Sparnopolius och familjen svävflugor. Inga underarter finns listade i Catalogue of Life.